# Corro perché mia mamma mi picchia
Corro perché mia mamma mi picchia è un libro di Giovanni Storti e Franz Rossi pubblicato nel 2013.
Si tratta di una biografia in cui Giovanni Storti debutta come scrittore insieme a Franz Rossi. Il testo contiene una raccolta di storie collegate al mondo della corsa.
Il libro racconta di amicizia e di viaggi, dall'Islanda al Marocco, dalla maratona corsa a Beirut per Emergency alle corse a tappe nel deserto del Sahara, usando come filo conduttore il tema della corsa.
Nonostante sia stato scritto a quattro mani, le voci dei due autori restano distinte, grazie anche alle caratteristiche stilistiche diverse.
La prefazione è firmata da Giacomo Poretti che presenta i due autori e spiega la genesi del libro. Aldo Baglio, invece, è protagonista di alcuni degli episodi più divertenti.
Il libro è intervallato da alcune parti più tecniche, in cui gli autori offrono dei piccoli consigli personali per chi inizia a correre.
Nel luglio 2014 il libro è stato insignito del Premio Bancarella Sport.